# Вільна Слобода
Вільна Слобода́ (до 1921 р. — Полковнича Слобода) — село в Україні, у Есманьській селищній громаді Шосткинського району Сумської області. Населення становить 443 осіб. До 2020 орган місцевого самоврядування — Вільнослобідська сільська рада.
Село розташовано за 33 км від міста Глухова.

## Географія
У селі бере початок річка Понурниця, права притлоки Локні. На відстані 1 км розташоване село Мала Слобідка.
Біля села розташовано багато іригаційних каналів.
Поруч пролягає автомобільний шлях М02 (E101).

## Історія
Село відоме з 1781 року як Полковнича Слобода. Перебувало у складі Ніжинського полку Гетьманщини. 
З 1917 — у складі УНР, з квітня 1918 — у складі Української Держави Гетьмана Павла Скоропадського. З 1921 тут панує стабільний окупаційний режим комуністів, якому чинили опір місцеві мешканці. Для знищення пам'яти козацького населення, комуністи перейменували село на Вільну Слободу.
12 червня 2020 року, відповідно до розпорядження Кабінету Міністрів України № 723-р «Про визначення адміністративних центрів та затвердження територій територіальних громад Сумської області», село увійшло до складу Есманьської селищної громади.
19 липня 2020 року, в результаті адміністративно-територіальної реформи та ліквідації Глухівського району, село увійшло до складу новоутвореного Шосткинського району.

#### Російське вторгнення в Україну (з 2022)
29 липня 2024 року населений пункт обстріляли російські війська. Зафіксовано 8 вибухів, ймовірно ствольна артилерія 152 мм. 
26 серпня 2024 року російські загарбники продовжували обстрілювати прикордонні території Сумської області. Зокрема в селі зафіксовано 3 вибухи, ймовірно КАБ. 
27 серпня 2024 року за інформацією Генштабу ЗСУ ворог завдавав авіаударів по районах населених пунктів Есмань, Ворожба, Вільна Слобода, Атинське, Горіле, Безсалівка, Глухів, Михайлівське, Угроїди, Шалигине, Ямпіль, Яструбине, Іскриківщина, Білопілля, Бачівськ, Будівельне Сумської області.  

## Населення

### Мова
Розподіл населення за рідною мовою за даними перепису 2001 року:
| Мова            | Кількість | Відсоток |
| --------------- | --------- | -------- |
| українська      | 430       | 97.06%   |
| російська       | 11        | 2.48%    |
| румунська       | 1         | 0.23%    |
| інші/не вказали | 1         | 0.23%    |
| Усього          | 443       | 100%     |

## Економіка
- Молочно-товарна ферма.
- «Слобідська», ПП.
- КСП «Росія».

## Соціальна сфера
- Школа I—II ст.

## Пам'ятки
- Братська могила солдат.

## Відомі люди
У селі народився Анісименко Іван Євграфович (1903—1943) — диверсант загону комуніста Наумова. Брав активну участь у підривній діяльності на території України, ліквідований німецькими силами оборони в Житомирській області (1943). У селі встановлено пам'ятник.